# (17559) 1994 AR1
1994 أي أر 1 (ويعرف أيضًا باسم (17559) 1994 أي أر 1 وفق تسمية الكوكب الصغير) (بالإنجليزية: 1994 AR1)‏ هو كويكب ضمن حزام الكويكبات؛ وترتيبه 17559 من حيث الاكتشاف.
اكتُشف هذا الجُرم الفلكي بواسطة Atsushi Sugie ‏ في 8 يناير 1994.

## وصلات خارجية
- (17559) 1994 AR1 في قاعدة بيانات مختبر الدفع النفاث لأجرام النظام الشمسي الصغيرة

- الاكتشاف · مخطط المدار ·  العناصر المدارية · المعلمات المادية

- (17559) 1994 AR1 على موقع ويكي سكاي: DSS2, SDSS, GALEX, IRAS, Hydrogen α, X-Ray, Astrophoto, Sky Map, Articles and images